# Kayla Mueller
Kayla Mueller, née le 14 août 1988 et morte le 6 février 2015, est une activiste américaine des droits humains et humanitaire de Prescott, en Arizona.

## Biographie
Entre 2009 et 2011, elle travaille avec des organisations humanitaires dans l'Inde du Nord et en Israël. Elle est ensuite bénévole dans une clinique pour les malades du SIDA et un refuge pour femmes aux États-Unis.
Elle est enlevée en août 2013 à Alep, en Syrie, alors qu'elle quittait un hôpital de Médecins sans frontières. Les médias rapportent qu'un travailleur humanitaire américain de 26 ans était détenu par l'État islamique, mais sans jamais la nommer, à la demande de sa famille.
En septembre 2014, Kayla Mueller aurait été amenée à Al-Chaddadeh, au domicile du chef djihadiste Abou Sayyaf et de sa femme, Nisrin Assaad Ibrahim, qui chapeaute le réseau des esclaves sexuelles de l'État islamique. Selon Nisrin Assaad Ibrahim, quelques semaines plus tard, Abou Bakr al-Baghdadi serait arrivé d'Irak et aurait ensuite emmené avec lui l'otage américaine à Raqqa.
Kayla Mueller est violée à plusieurs reprises par Abou Bakr al-Baghdadi, calife autoproclamé de l'État islamique. Elle aurait été la « propriété » du chef de l'EI,. Elle est tuée en février 2015, par une frappe aérienne de l'aviation jordanienne selon un communiqué publié par l'État islamique le 6 février. Le 10 février, les États-Unis confirment sa mort en niant cependant qu'elle ait été tuée par un bombardement. Une ancienne esclave sexuelle yézidie a déclaré que Kayla Mueller avait été assassinée par l'EI.
Le conseiller à la sécurité nationale Robert O’Brien a dit dans une interview que l'opération qui mène à la mort de Abou Bakr al-Baghdadi dans la nuit du 26 au 27 octobre 2019 en Syrie, a été nommée en l'honneur de Kayla Mueller, mais le nom exact de l'opération n'a pas été publié. Selon un journaliste d'ABC, c'est en fait un indicatif radio qui incorporait la date de naissance de Mueller.